# Thomas Augustine Barrett

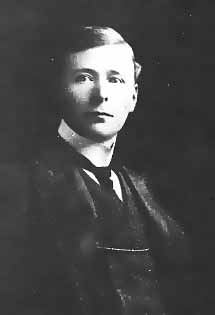
Thomas Augustine Barrett

Thomas Augustine Barrett (Southport, graafschap Merseyside, 15 maart 1864 – Richmond upon Thames, 27 maart 1928) was een Brits componist en organist. Als componist werkt hij meestal onder zijn pseudoniem: Leslie Stuart, maar ook: Leslie Thomas, Lester Barrett (de naam van zijn broer).

## Levensloop
Barrett was in zijn jonge jaren pianist in Manchester's Ship Inn en op 14-jarige leeftijd werd hij organist aan de Rooms-Katholieke St. John's Cathedral in Salford in de graafschap Greater Manchester. In deze functie bleef hij zeven jaren en vervolgens was hij zeven jaren organist in de kerk van de Heilige Naam van Jezus in Manchester. Tegelijkertijd schreef hij zijn eerste songs en werd daarmee bekend, in het bijzonder door de populaire songs voor de zanger Eugene Stratton, songs zoals "Lily of Laguna", "Little Dolly Daydream" en "Soldiers of the King".
In 1881 werkte hij als een concertimpresario in de Free Trade Hall in Manchester. In deze concerten werden meestal selecties uit de opera's van Arthur Sullivan en Alfred Cellier, naast uittreksels uit de grote opera's van Michael Balfe, William Vincent Wallace en Ignacy Jan Paderewski, uitgevoerd.
Het eerste toneelwerk dat hij onder het pseudoniem Leslie Stuart componeerde en schreef, was ook voor de theaters in Manchester. Het waren songs en toneelmuziek voor lokaal bekende pantomimen, zoals Aladdin en de geïntegreerde liederen "The Girl on the Rand-dan-dan", "I Went with Papa to Paris" en "Is Your Mamie Always with You?". Barrett werd onder zijn pseudoniem Stuart vooral bekend in de jaren 1890 door het schrijven van populaire geïndividualiseerde nummers die door andere componisten in verschillende musicals, die in de theaters in het Londense West End uitgevoerd werden, ingewerkt waren. Het eerste van deze liederen was "Louisiana Lou", het was al eerder gepubliceerd en uitgevoerd alvorens het door Ellaline Terriss (1871-1971) samen met "The Little Mademoiselle" geplaatst werd in de oorspronkelijke productie van The Shop Girl (1894 in het Gaiety Theatre. Stuarts lied "The Soldiers of the Queen", dat later onder de titel "Soldiers of the King" bekend werd, werd door George Edwardes in de productie van An Artist's Model (1895) geplaatst. Verdere liederen uit deze collectie zijn "The Bandolero" en "Little Dolly Daydream".
Barrett alias Stuart oogstte zijn eerste grote succes met Florodora, dat in het Lyric Theatre in de Shaftesbury Avenue van start ging, de librettist Owen Hall werkte eraan mee. Het was een sensatie destijds en het dubbelsextet daaruit "Tell Me Pretty Maiden" werd het meest bekende toenmalige nummer uit alle shows. Het volgende The Silver Slipper werd naast Londen ook aan de Broadway in New York, in Boedapest en in Berlijn aan het Neues Königliches Opernhaus uitgevoerd. Verdere successen waren The School Girl (1903), The Belle of Mayfair (1906) en Havana (1908).

## Composities

### Werken voor harmonieorkest
- 1906 Selectie uit het musical "The Belle of Mayfair"
- Selectie uit het musical "Floradora"
- Selectie uit het musical "Havana"
- Selectie uit het musical "Peggy"
- Selectie uit het musical "Silver Slipper"
- The Bandolero, voor eufonium en harmonieorkest
- The School of Girls, selectie

### Muziektheater

#### Musicals
| Voltooid in | titel                | aktes   | première                                    | libretto                                                                                                   | verdere liedteksten            | choreografie |
| ----------- | -------------------- | ------- | ------------------------------------------- | --- | ------------------------------ | ------------ |
| 1899        | Florodora            | 2 aktes | 11 november 1899, Londen, Lyric Theatre     | Owen Hall, pseudoniem van James Davis,                                                                     | Ernest Boyd Jones, Paul Rubens |              |
| 1901        | The Silver Slipper   |         | 1 juni 1901, Londen, Lyric Theatre          | Owen Hall W. H. Risque                                                                                     |                                |              |
| 1903        | The School Girl      | 2 aktes | 9 mei 1903, Londen, Prince of Wales Theatre | Henry Hamilton en Paul M. Potter                                                                           | Charles H Taylor               |              |
| 1906        | The Belle of Mayfair | 2 aktes | 11 april 1906, Londen, Vaudeville Theatre   | Basil Hood, Charles H. E. Brookfield en Cosmo Hamilton, gebaseerd op William Shakespeare, «Romeo en Julia» |                                |              |
| 1908        | Havana               |         | 25 april 1908, Londen, Gaiety Theatre       | Adrian Ross, Graham Hill, George Grossmith jr.                                                             |                                |              |
| 1909-1910   | Captain Kidd         |         | 12 januari 1910, Londen, Wyndham's Theatre  | Ross en Seymour Hicks                                                                                      |                                |              |
| 1910        | The Slim Princess    |         | 2 januari 1911, New York, Globe Theater     | Henry Blossom                                                                                              |                                |              |
| 1911        | Peggy                |         | 4 maart 1911, Londen, Gaiety Theatre        | C H Bovill, George Grossmith jr.                                                                           |                                |              |

### Liederen
- 1900 "I Want To Be A Military Man" uit "Floradora"
- 1900 "Tell Me Pretty Maiden" uit "Floradora"
- Fan Fare
- The Coon Drum Major
- I Must Be Crazy
- "Is Your Mammy Always Wid Yer (Susie Susie Ann)?"
- Sweetheart May
- Little Dolly Day Dreams
- Lily of Laguna
- Soldiers Of The Queen

## Publicaties
- Leslie Stuart: My Bohemian Life, Edited and annotated by Andrew Lamb. Fullers Wood Press, 2003.
- Andrew Lamb: Leslie Stuart: Composer of Florodora, Routledge, 2002 ISBN 0 415 93747 7
- Terry Staveacre: The Songwriters, BBC Books, 1980
- Roderick Murray: "Establishing a Performing Text for Leslie Stuart's Havana" in: The Gaiety Annual (2003) pp. 35-45